# Voo Hughes Airwest 706
O voo Hughes Airwest 706 foi um voo regular programado operado com um Douglas DC-9-31 da Hughes Airwest que colidiu no ar com um F-4 Phantom II ao largo do Sul da Califórnia no dia 6 de junho de 1971.
O voo 706 tinha partido de Los Angeles pouco depois das 18h00, com destino a Seattle, Washington, com escala em Salt Lake City, Utah; Boise, Idaho; Lewiston, Idaho; Pasco, Washington e Yakima, Washington. Para completar o voo de treino, o F-4B Phantom II saiu da Estação Aérea Naval Fallon no Nevada para aterrar na Estação Aérea do Corpo de Marines de El Toro, perto de Irvine. O piloto do caça e os 49 passageiros e tripulação a bordo do avião civil morreram na colisão sobre as montanhas da Serra de San Gabriel, perto de Duarte.
Esta colisão em voo entre uma aeronave civil e uma militar levou as Forças Armadas dos Estados Unidos a um acordo tanto para reduzir o número de aviões militares que operam sob regras de voo visual nos corredores aéreos civis, como para exigir aos aviões militares que obedeçam aos controladores aéreos civis.